# Campoplex convexus
Campoplex convexus är en stekelart som beskrevs av Peter Friedrich Ludwig Tischbein 1853. Campoplex convexus ingår i släktet Campoplex och familjen brokparasitsteklar. Inga underarter finns listade.